# آنا ماریا لین

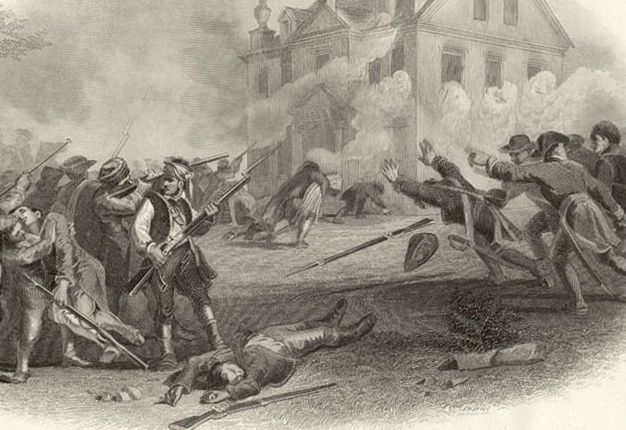
"نبرد ژرمن تاون"

آنا ماریا لین (حدود ۱۷۵۵–۱۸۱۰) اولین سرباز زن از ویرجینیا بود که در ارتش قاره ای در جنگ انقلاب آمریکا جنگید. او لباس مردانه پوشید و شوهرش را در میدان جنگ همراهی کرد و بعداً به خاطر شجاعتش در نبرد ژرمن تاون مستمری دریافت کرد.

## زندگی شخصی
اطلاعات کمی در مورد اوایل زندگی آنا ماریا لین وجود دارد، اگرچه اعتقاد بر این است که او ممکن است از نیوهمپشایر باشد. در سال ۱۷۷۶، او با جان لین ازدواج کرد.